# بيت غرينوود
بيت غرينوود (بالإنجليزية: Pete Greenwood)‏ هو كاتب أغاني بريطاني، ولد في 23 يونيو 1980 في Morley, West Yorkshire ‏ في المملكة المتحدة.